# Курт Ноак
Курт Ноак (нім. Kurt Noack) — німецький офіцер, гауптман (капітан) вермахту. Кавалер Німецького хреста в золоті.

## Нагороди
- Медаль «У пам'ять 1 жовтня 1938» із застібкою «Празький град»
- Залізний хрест 2-го і 1-го класу
- Штурмовий піхотний знак в сріблі
- Медаль «За зимову кампанію на Сході 1941/42»
- Нагрудний знак «За поранення» в золоті
- Німецький хрест в золоті (27 жовтня 1944) — як гауптман 1-ї роти 15-го моторизованого гренадерського полку.

Сьогодні всі нагороди Ноака та їх денацифіковані копії зберігаються в нідерландського колекціонера Адріана ван де Вельде.